# Walter Groth (Mediziner, 1883)
Walter Groth (* 12. September 1883 in Berlin; † 12. April 1947 in Mittenwald) war ein deutscher Generalarzt während des Zweiten Weltkrieges.

## Leben

### Medizinische Ausbildung/Erster Weltkrieg
Groth trat am 1. April 1902 als Einjährig-Freiwilliger in das 2. Garde-Regiment zu Fuß ein, wurde am 30. September 1902 in die Reserve überführt und studierte anschließend bis 14. Februar 1907 an der Kaiser-Wilhelms-Akademie für das militärärztliche Bildungswesen. Dort wurde er 1902 Mitglied des Corps Franconia. Während des Ersten Weltkriegs fungierte er als Stabsarzt (seit 18. Oktober 1913) in verschiedenen Feldlazaretten. Nach Kriegsende war er zunächst Regimentsarzt in verschiedenen Regimentern der vorläufigen Reichswehr und schied am 30. September 1920 aus dem Militärdienst aus.

### Arzt in der preußischen Polizei
Er trat dann in den Polizeidienst des Freistaates Preußen ein, wo er bis 1930 in verschiedenen Polizeikrankenhäusern im Raum Berlin in Leitungsfunktionen tätig war. 1930 bis 1935 diente er als Polizeiarzt und in Ausbildungsfunktionen in Breslau, Burg und Magdeburg.

### Aufstieg zum Generalarzt der Luftwaffe
Im Sommer 1935 trat Groth in das Heer über. Im selben Jahr erfolgte der Eintritt in die neu gegründete Luftwaffe, wo Groth verschiedene Leitungsfunktionen im Sanitätswesen übernahm, zunächst bis 31. Mai 1940 als Abteilungsleiter im Reichsluftfahrtministerium (RLM) in Berlin, und dann (ab 1. September 1941 bis 31. März 1942) als Generalarzt das Sanitätswesen des Luftgaus VII (München). Unter Groths Kommando erfolgte 1941 die Eingliederung des von Georg August Weltz geleiteten Flugmedizinischen Instituts in München in die Luftwaffe.  Im April und Mai 1942 war Groth Mitglied des persönlichen Stab des Reichsluftfahrtministers (RLM) und Oberbefehlshabers der Luftwaffe, Hermann Göring, und gleichzeitig Flottenarzt der Luftflotte 5 (Norwegen, Dänemark, Finnland). Ab 1. Juni 1942 übernahm er das Kommando über den Luftgau XII/XIII (Wiesbaden/Nürnberg). Die geographischen Einteilungen und Nummerierungen der Luftgaue stimmten mit denen der Wehrkreise des Heeres überein.
Walter Groth nahm als verantwortlicher Luftgauarzt für den Luftgau Nürnberg am 26./27. Oktober 1942 in Nürnberg an der Tagung „Ärztliche Fragen bei Seenot und Winternot“ teil, bei der u. a. von SS-Sturmbannführer Ernst Holzlöhner und seinen Assistenten Rascher und Finke Ergebnisse der ab August 1942 im KZ Dachau durchgeführten Menschenversuche vorgetragen wurden.
Vom 5. bis zum 6. Dezember 1942 war Groth Teilnehmer der 22. Jahrestagung der Vereinigung Rhein-Mainischer Augenärzte, wo sein fachliches Interesse den Referaten über Adaptionsstörungen galt, die für die Luftmedizin ein zunehmendes Problem darstellten.
Groth wurde einige Monate nach der Nürnberger Tagung, am 24. März 1943, in die Führerreserve Oberkommando der Luftwaffe (OKL) versetzt und am 31. Januar 1944 mit 60 Jahren in den Ruhestand verabschiedet, den er bis zu seinem Tod im April 1947 im bayerischen Mittenwald verbrachte, das ab 1945 zur amerikanischen Besatzungszone gehörte.
Am 1. Dezember 1943 wurden die Luftgaue im Rahmen einer Reorganisation der Luftwaffe generell aufgelöst.

### Ahndung von Kriegsverbrechen
Inwieweit Groth direkt strafrechtlich für die von Rascher (mit dem Groth persönlich in Kontakt stand) und anderen verübten Verbrechen verantwortlich gewesen ist, konnte nicht mehr juristisch geklärt werden. Einer der Anklagepunkte gegen Groths direkten militärischen Vorgesetzten Luftwaffeninspekteur Erhard Milch, während des sogenannten, nur fünf Tage nach Groths Tod am 17. April 1947 abgeschlossenen Milch-Prozesses in Nürnberg, war der Verdacht, dieser sei befehlsrechtlich für die Dachauer Menschenversuche verantwortlich. Allerdings konnte ihm das während des Prozesses juristisch nicht nachgewiesen werden.  Groth war für die Abkommandierung von Rascher, der sowohl Mitglied der SS als auch der Luftwaffe war, an das luftfahrtmedizinische Institut in München verantwortlich, war aber zum Zeitpunkt der Durchführung der Versuche nicht mehr in München, sondern in Nürnberg / Wiesbaden ..tätig. Ein paar Monate später, im August 1947, wurden im sogenannten Nürnberger Ärzteprozess auch Groths Kollegen Weltz, Siegfried Ruff und Hans-Wolfgang Romberg freigesprochen, ein im Zuge der von Fritz Bauer initiierten Naziprozesse 1959 gegen die drei von der Staatsanwaltschaft München II eingeleitetes Ermittlungsverfahren wegen der Dachauer Menschenversuche wurde eingestellt.

## Schriften
- Beitrag zu den metastatischen Hirnabszessen pulmonalen Ursprungs. Schade, Berlin 1910 (Dissertation).